# Alfdan De Decker
Alfdan De Decker, né le 9 septembre 1996 à Brasschaat, est un coureur cycliste belge.

## Biographie
En 2014, Alfdan De Decker se classe notamment deuxième du championnat de la province d'Anvers sur route juniors (moins de 19 ans). Il rejoint ensuite le club Van Der Vurst-Hiko en 2015 pour ses débuts espoirs (moins de 23 ans). L'année suivante, il signe chez Home Solution-Anmapa-Soenens, avec lequel il s'impose notamment sur l'Omloop van de Grensstreek. Il termine par ailleurs deuxième du Grand Prix de la ville de Saint-Nicolas sur le circuit UCI. 
En 2017, il rejoint l'équipe espoirs de Lotto-Soudal, après avoir été repéré par Kurt Van de Wouwer. Bon sprinteur, il se distingue en gagnant une étape au Tour du Brabant flamand, au Tour de Flandre-Orientale ainsi qu'au Ronde van Midden-Nederland. Lors de la saison 2018, il confirme en remportant Bruxelles-Opwijk, deux étapes de la Course de Solidarność et des champions olympiques, trois étapes et le classement général du Tour de Flandre-Orientale ou encore le Stadsprijs Geraardsbergen, kermesse professionnelle. Il se classe également deuxième du Grand Prix Criquielion, ou encore troisième du Grand Prix de Lillers-Souvenir Bruno Comini. À partir du mois d’août, il rejoint l'équipe continentale professionnelle Wanty-Groupe Gobert en tant que stagiaire. Il termine deuxième de la Coupe Sels pour une de ses premières courses sous ses nouvelles couleurs.
Il rejoint officiellement la formation Wanty-Groupe Gobert en 2019, où il passe professionnel.
Son jeune frère Tijl (en), vainqueur de Paris-Roubaix Espoirs, est victime d'un grave accident à l’entraînement le 23 août 2023. Il meurt deux jours après.

## Palmarès
- 2014
  - 3e du Trophée des Flandres
- 2016
  - Omloop van de Grensstreek

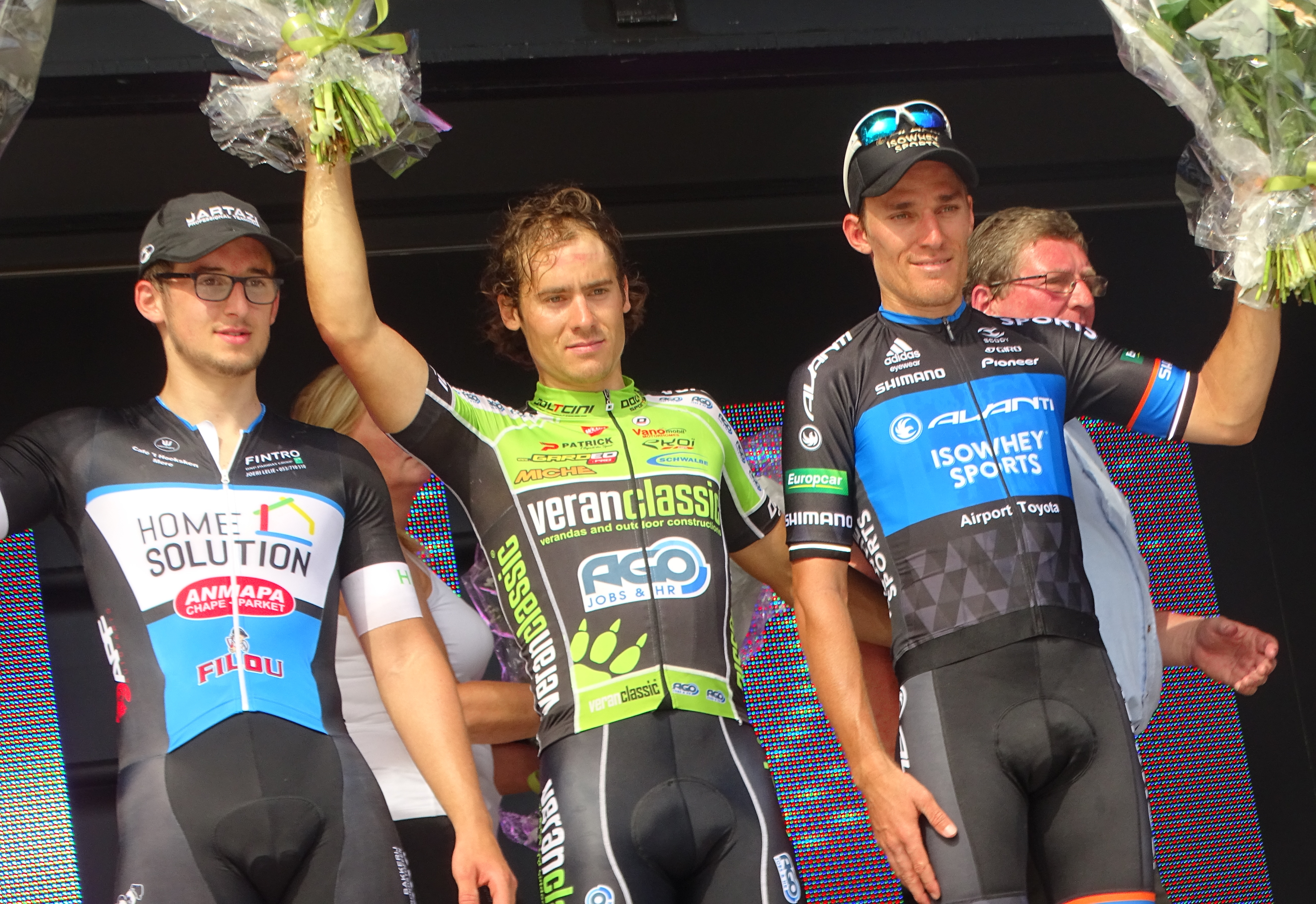
Podium de l'édition 2016 du Grand Prix de la ville de Saint-Nicolas : Alfdan De Decker (2e), Justin Jules (1er) et Anthony Giacoppo (3e).

  - 2e du Grand Prix de la ville de Saint-Nicolas
- 2017
  - Champion de la province d'Anvers sur route espoirs
  - 4e étape du Tour du Brabant flamand
  - 1re étape du Tour de Flandre-Orientale
  - 2e étape du Ronde van Midden-Nederland
- 2018
  - Bruxelles-Opwijk
  - 2e et 4e étapes de la Course de Solidarność et des champions olympiques
  - Tour de Flandre-Orientale :
    - Classement général
    - 2e, 4e et 5e étapes

  - Stadsprijs Geraardsbergen
  - 2e du Grand Prix des Hauts-de-France
  - 2e du Grand Prix Criquielion
  - 2e de la Coupe Sels
  - 3e du Grand Prix de Lillers-Souvenir Bruno Comini
- 2019
  - 3e du Grand Prix Marcel Kint
  - 3e de la Ruddervoorde Koerse
- 2020
  - 3e du Grand Prix Jean-Pierre Monseré
- 2022
  - 3e de Bruxelles-Zepperen

## Classements mondiaux
| Année                                 | 2016  | 2017  | 2018 | 2019 | 2020 | 2021  |
| ------------------------------------- | ----- | ----- | ---- | ---- | ---- | ----- |
| Classement mondial                    | 1354e | 2232e | 511e | 668e | 440e | 1969e |
| UCI Europe Tour                       | 921e  | 1450e | 294e | 493e | 361e | 1332e |
|                                       |       |       |      |      |      |       |
| Légende : nc = non classéSource : UCI |       |       |      |      |      |       |